# Upadek rządów Baszszara al-Asada
Upadek rządów Baszszara al-Asada nastąpił 8 grudnia 2024 w wyniku ofensywy sił opozycyjnych. Została ona przeprowadzona przez Hajat Tahrir asz-Szam (HTS) ze wsparciem Syryjskiej Armii Narodowej w ramach trwającej wojny domowej w Syrii, która rozpoczęła się w 2011 roku. Zdobycie Damaszku oznaczało koniec rządów rodziny Asadów, która sprawowała władzę autorytarną w Syrii od 1971, kiedy to Hafiz al-Asad przejął władzę w wyniku zamachu stanu.
W miarę zbliżania się koalicji rebeliantów do Damaszku, pojawiły się doniesienia, że Baszszar al-Asad uciekł ze stolicy samolotem do Rosji, gdzie dołączył do swojej rodziny, przebywającej już na uchodźstwie, i uzyskał azyl. Po jego wyjeździe siły opozycyjne ogłosiły zwycięstwo za pośrednictwem telewizji państwowej. Równocześnie rosyjskie Ministerstwo Spraw Zagranicznych potwierdziło rezygnację Asada i jego wyjazd z Syrii.
Szybki upadek reżimu Asada był nieoczekiwanym wydarzeniem w skali światowej, który zaskoczył nawet samych Syryjczyków. Rewolucjoniści byli zaskoczeni tym, jak szybko syryjski rząd załamał się po ich ofensywie. Analitycy uznali to wydarzenie za poważny cios dla irańskiej Osi Oporu, z uwagi na wykorzystywanie Syrii jako punktu tranzytowego do zaopatrywania swojego sojusznika – Hezbollahu.